# Château des Dames
Château des Dames – szczyt w Alpach Pennińskich, w masywie Matterhorn. Leży w północnych Włoszech w regionie Dolina Aosty, blisko granicy ze Szwajcarią. Szczyt można zdobyć ze schroniska Rifugio de Prarayer (2000 m).